# Saint-Rirand
Saint-Rirand est une commune française située dans le département de la Loire en région Auvergne-Rhône-Alpes.

## Géographie

### Climat
Pour des articles plus généraux, voir Climat d'Auvergne-Rhône-Alpes et Climat de la Loire.
En 2010, le climat de la commune est de type climat des marges montargnardes, selon une étude du Centre national de la recherche scientifique s'appuyant sur une série de données couvrant la période 1971-2000. En 2020, Météo-France publie une typologie des climats de la France métropolitaine dans laquelle la commune est exposée à un climat de montagne ou de marges de montagne et est dans une zone de transition entre les régions climatiques « Centre et contreforts nord du Massif Central » et « Nord-est du Massif Central ».
Pour la période 1971-2000, la température annuelle moyenne est de 10,1 °C, avec une amplitude thermique annuelle de 16,5 °C. Le cumul annuel moyen de précipitations est de 1 075 mm, avec 12,2 jours de précipitations en janvier et 8,2 jours en juillet. Pour la période 1991-2020, la température moyenne annuelle observée sur la station météorologique de Météo-France la plus proche, « Saint-Nicolas », sur la commune de Saint-Nicolas-des-Biefs à 5 km à vol d'oiseau, est de 8,2 °C et le cumul annuel moyen de précipitations est de 1 387,2 mm,. Pour l'avenir, les paramètres climatiques de la commune estimés pour 2050 selon différents scénarios d'émission de gaz à effet de serre sont consultables sur un site dédié publié par Météo-France en novembre 2022.

## Urbanisme

### Typologie
Au 1er janvier 2024, Saint-Rirand est catégorisée commune rurale à habitat très dispersé, selon la nouvelle grille communale de densité à sept niveaux définie par l'Insee en 2022.
Elle est située hors unité urbaine. Par ailleurs la commune fait partie de l'aire d'attraction de Roanne, dont elle est une commune de la couronne,. Cette aire, qui regroupe 88 communes, est catégorisée dans les aires de 50 000 à moins de 200 000 habitants,.

### Occupation des sols
L'occupation des sols de la commune, telle qu'elle ressort de la base de données européenne d’occupation biophysique des sols Corine Land Cover (CLC), est marquée par l'importance des forêts et milieux semi-naturels (83,3 % en 2018), une proportion sensiblement équivalente à celle de 1990 (83,6 %). La répartition détaillée en 2018 est la suivante : 
forêts (80,1 %), prairies (16,6 %), milieux à végétation arbustive et/ou herbacée (3,2 %). L'évolution de l’occupation des sols de la commune et de ses infrastructures peut être observée sur les différentes représentations cartographiques du territoire : la carte de Cassini (XVIIIe siècle), la carte d'état-major (1820-1866) et les cartes ou photos aériennes de l'IGN pour la période actuelle (1950 à aujourd'hui).

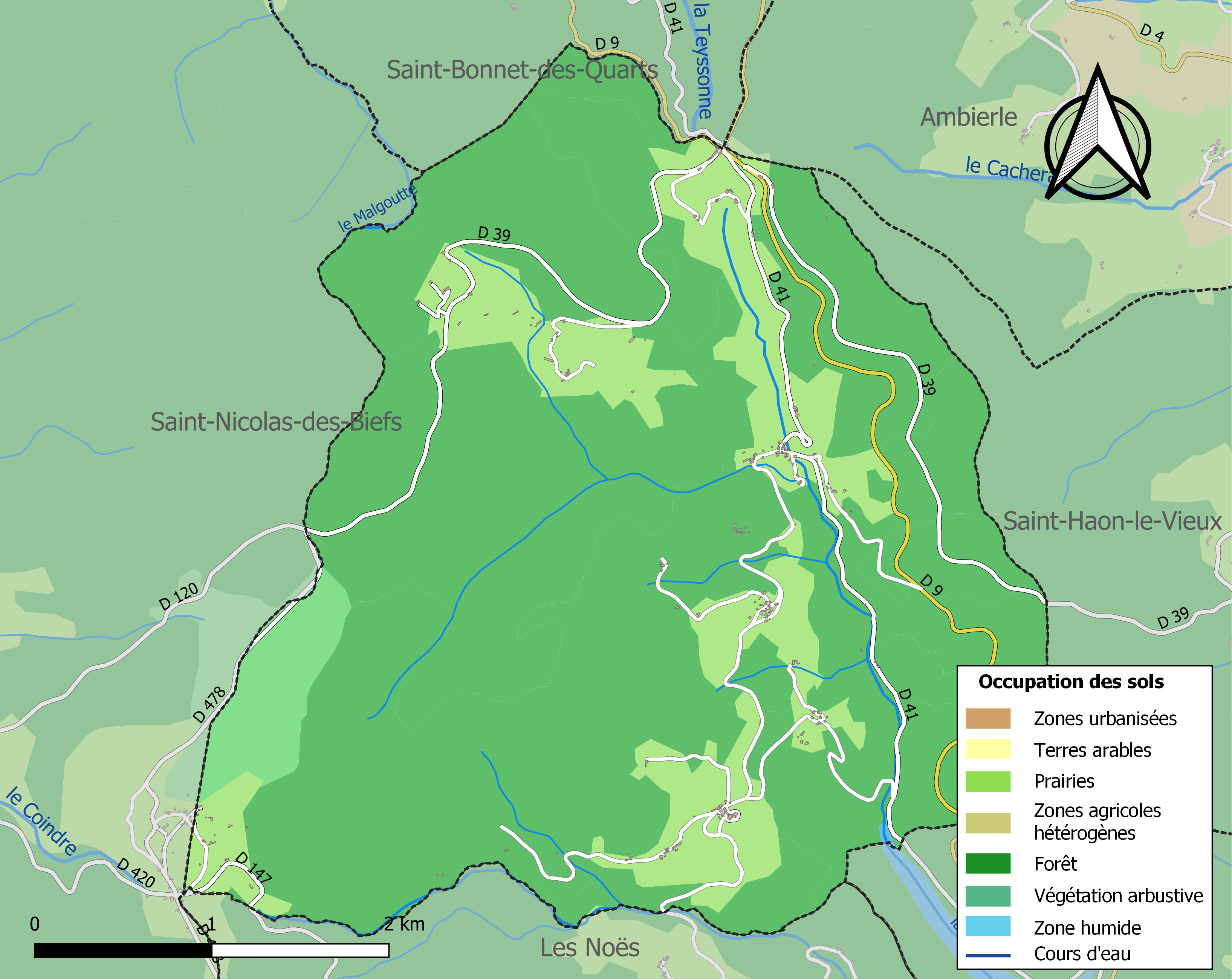
Carte des infrastructures et de l'occupation des sols de la commune en 2018 (CLC).

## Histoire
Depuis le 1er janvier 2013, la communauté de communes de la Côte roannaise dont faisait partie la commune s'est intégrée à la communauté d'agglomération Roannais Agglomération.

## Politique et administration
| Période                                  | Période   | Identité          | Étiquette | Qualité                                      |
| ---------------------------------------- | --------- | ----------------- | --------- | -------------------------------------------- |
| Les données manquantes sont à compléter. |           |                   |           |                                              |
| 1824                                     | 1839      | Benoit Ranvier    |           |                                              |
| 1839                                     | 1841      | Antoine Prefol    |           |                                              |
| 1841                                     | 1858      | Benoit Ranvier    |           |                                              |
| 1858                                     | 1871      | Simon Ranvier     |           |                                              |
| 1871                                     | 1874      | Pierre Vernay     |           |                                              |
| 1874                                     | 1881      | Simon Ranvier     |           |                                              |
|                                          | 1892      | Pierre Vernay     |           |                                              |
| 1892                                     | 1896      | François Tachon   |           |                                              |
| 1896                                     | 1912      | Claude Tachon     |           |                                              |
| 1912                                     | 1914      | François Mouiller |           |                                              |
| 1915                                     | 1919      | Jean Guyonnet     |           | Non élu, désigné pour assumer les fonctions. |
| 1919                                     | 1923      | François Mouiller |           |                                              |
| 1923                                     | 1929      | Jean Mouiller     |           |                                              |
| 1929                                     | 1935      | Mathieu Guyonnet  |           |                                              |
| 1935                                     | 1941      | Jean Mouiller     |           |                                              |
| 1941                                     | 1944      | Étienne Portier   |           |                                              |
| 1944                                     | 1977      | Francisque Forge  |           |                                              |
| 1977                                     | 1989      | Louis Fayet       | PS        |                                              |
| 1989                                     | 1992      | Cécile Blanc      |           |                                              |
| 1992                                     | 1995      | Antoine Forge     |           |                                              |
| 1995                                     | mars 2008 | Nicole Mouiller   |           |                                              |
| 2008                                     | En cours  | Roland Pelin      |           |                                              |

## Démographie
L'évolution du nombre d'habitants est connue à travers les recensements de la population effectués dans la commune depuis 1793. Pour les communes de moins de 10 000 habitants, une enquête de recensement portant sur toute la population est réalisée tous les cinq ans, les populations de référence des années intermédiaires étant quant à elles estimées par interpolation ou extrapolation. Pour la commune, le premier recensement exhaustif entrant dans le cadre du nouveau dispositif a été réalisé en 2008.

En 2022, la commune comptait 130 habitants, en évolution de −8,45 % par rapport à 2016 (Loire : +1,32 %, France hors Mayotte : +2,11 %).
| 1793 | 1800 | 1806 | 1821 | 1831 | 1836 | 1841 | 1846 | 1851 |
| ---- | ---- | ---- | ---- | ---- | ---- | ---- | ---- | ---- |
| 660  | 287  | 455  | 611  | 602  | 592  | 578  | 578  | 615  |

| 1856 | 1861 | 1866 | 1872 | 1876 | 1881 | 1886 | 1891 | 1896 |
| ---- | ---- | ---- | ---- | ---- | ---- | ---- | ---- | ---- |
| 608  | 600  | 604  | 587  | 590  | 578  | 568  | 725  | 555  |

| 1901 | 1906 | 1911 | 1921 | 1926 | 1931 | 1936 | 1946 | 1954 |
| ---- | ---- | ---- | ---- | ---- | ---- | ---- | ---- | ---- |
| 538  | 592  | 548  | 419  | 379  | 335  | 317  | 257  | 226  |

| 1962 | 1968 | 1975 | 1982 | 1990 | 1999 | 2006 | 2008 | 2013 |
| ---- | ---- | ---- | ---- | ---- | ---- | ---- | ---- | ---- |
| 216  | 180  | 140  | 134  | 124  | 110  | 141  | 150  | 148  |

| 2018 | 2022 | - | - | - | - | - | - | - |
| ---- | ---- | - | - | - | - | - | - | - |
| 137  | 130  | - | - | - | - | - | - | - |

Au dernier recensement : 143 habitants.

## Économie
La commune compte une auberge campagnarde et un gîte d'étape.

## Culture locale et patrimoine

### Lieux et monuments
- Église Saint-Rirand de Saint-Rirand
- Élevage de bisons
- Plateau de la Verrerie
- Barrage
- Col de la Rivière Noire (994 m)

### Héraldique
| Blason de Saint-Rirand | Blason  | Coupé : au 1er parti au I de gueules à un dauphin d'or, au II d'or à une croix ancrée de gueules, au 2d de sinople à une mitre d'argent brochant sur une crosse du même posée en barre. |
| Blason de Saint-Rirand | Détails | Le statut officiel du blason reste à déterminer. |